# Overlander
Overlander är ett datorspel utvecklat och utgivet av Elite Systems 1988.

## Handling
Overlander utspelas i en framtida värld där jorden har blivit ödelagd av UV-strålning, på grund av att freon som strömmat ut från sprayburkar har förstört ozonlagret. I denna värld bor mänskligheten i städer under jorden och den enda kommunikation man har går via de gamla motorvägarna, där rövare härskar. De enda som vågar färdas där är "Overlanders" i sina fordon. Man spelar som en Overlander och ens uppdrag är att föra varor i sin bil mellan olika destinationer medan rövare kommer att försöka stoppa en. För de pengar man får av uppdragsgivare kan man inhandla bensin och köpa extrautrustning till sin bil som till exempel vapen, pansar, turbo och superbromsar.

## Mottagande
ACE som testade Atari ST-versionen skrev: "Den grafiska kvaliteten på den rörliga vägbanan liknar den i Out Run", och gav spelet 832/1000 i betyg. Svenska Hemdatornytt som testade Amigaversionen tyckte att spelet inte tillförde så värst mycket, och gav det 55/100 i medelvärde. Datormagazin som testade Amigaversionen ansåg att det var ett riktigt kul bilspel med fin och snabb grafik och att ljudet nådde upp till den nivå man kan kräva av ett bilspel, och gav spelet 7/10 i betyg.